# Gedankenexperiment

Gedankenexperiment Schrödingers Katze: Quantenmechanische Beschreibung nennt zwei einander ausschließende Möglichkeiten mit ihren Wahrscheinlichkeiten.

Ein Gedankenexperiment (auch Gedankenversuch) ist ein Hilfsmittel, um eine bestimmte Theorie zu untermauern, zu widerlegen, zu veranschaulichen oder weiterzudenken. Es wird dabei in der Vorstellung eine Situation konstruiert, die real so nicht oder nur sehr schwer herzustellen ist (zum Beispiel eine Reise mit annähernd Lichtgeschwindigkeit oder Schrödingers Katzen-Experiment). Sodann malt man sich im Geiste aus, welche Folgen sich aus dieser Situation ergeben, wenn man die Theorie auf die Situation anwendet. Ein Experiment wird also in Gedanken simuliert. Ein Gedankenexperiment ist jedoch kein Experiment im eigentlichen Sinne. Letzteres beleuchtet oder überprüft eine Theorie durch empirische Anschauung von außen, ein Gedankenexperiment ist jedoch innerhalb von Theorien bzw. in geistigen Dimensionen angesiedelt, der empirische Aspekt fehlt.

## Gedankenexperiment versus reales Experiment
Einige Gedankenexperimente, die zu der Zeit, als sie erdacht wurden, nicht realisierbar waren, sind später als reale Experimente ausführbar geworden. Zum Beispiel wurde empirisch nachgewiesen, dass zwei Uhren  unterschiedlich schnell gehen, wenn sie sich relativ zueinander bewegen (siehe Zwillingsparadoxon).
Andere Gedankenexperimente haben sich später als prinzipiell nicht durchführbar herausgestellt. So ist beispielsweise heute bekannt, dass der Maxwellsche Dämon prinzipiell nicht funktionieren kann, hauptsächlich aus „quantenmechanischen Gründen“. Als dieses Gedankenexperiment erdacht wurde, war noch nichts über die Quantenmechanik bekannt.
Gedankenexperimente unterscheiden sich grundsätzlich von realen Experimenten und sind oft der theoretischen Physik zuzuordnen; aber auch in anderen Disziplinen, z. B. in der Philosophie, spielen sie eine wichtige Rolle. Hans Christian Ørsted führte als Erster den Begriff Gedankenexperiment als Beziehung zwischen mathematischer und physikalischer Erkenntnis bei Kant ein. Vor allem die von Albert Einstein gefundene spezielle Relativitätstheorie macht reichlich Gebrauch von Gedankenexperimenten. Einstein übernahm die Idee dazu von seinem zeitweiligen Lehrer Ernst Mach, auf dessen philosophisches Wirken die Bekanntheit dieses Begriffs zurückgeht.
Beliebt sind Gedankenexperimente besonders, um zu prüfen, ob eine Theorie zu paradoxen Situationen führt. So wird das bekannte Beispiel von Schrödingers Katze oft als Beleg dafür angegeben, dass die betroffene Theorie in wenigstens einer Hinsicht unvollständig ist (zum Beispiel, indem sie Verletzungen der quantenmechanischen Kohärenz nicht berücksichtigt).

### Überprüfbarkeit
Gedankenexperimente gehören zur jeweiligen theoretischen Disziplin (z. B. Theoretische Physik), während reale Experimente der jeweiligen experimentellen Disziplin angehören. Der Unterschied scheint selbstverständlich zu sein, ist aber subtil, wie am Beispiel der berühmten Arbeit Albert Einsteins zum EPR-Effekt deutlich wird. In dieser Arbeit (1935) hat Einstein mit zwei Mitarbeitern nicht nur besagten Effekt aufgrund eines Gedankenexperiments vorgeschlagen (der Effekt konnte inzwischen realisiert werden), sondern vor allem auch aufgrund der ungewöhnlichen Eigenschaften des Effekts die Quantenmechanik als „unvernünftig und ergänzungsbedürftig“ zurückgewiesen.
Alle mathematischen Schlüsse dieser Arbeit waren korrekt, sodass Einstein damals kein logischer Irrtum nachgewiesen werden konnte, weder durch Gedankenexperimente noch durch reale Experimente. Erst 1964 gelang es dem theoretischen Physiker John Bell, zu zeigen (siehe Bellsche Ungleichung), dass die Gültigkeit der explizit angesprochenen philosophischen Grundlagen der EPR-Arbeit, die Annahme der sogenannten Realität und Lokalität einer physikalischen Theorie, experimentell überprüfbar ist, und zwar durch reale Experimente, nicht durch Gedankenexperimente. Solche realen Experimente wurden inzwischen mehrfach durchgeführt (z. B. durch Alain Aspect) und haben stets die erwähnten philosophischen Grundannahmen der Einstein’schen Arbeit falsifiziert; d. h., dass die Quantenmechanik sich in jedem Fall als nicht ergänzungsbedürftig erwiesen hat. (Zum Thema „Falsifikation einer Theorie“ siehe die Philosophie von Karl Popper.)
In diesem einen Fall hat sich also Einstein geirrt, aber gleichwohl mit dem erwähnten EPR-Effekt und der darauf aufbauenden Quantenkryptographie (siehe auch Quantenverschränkung) für die praktischen Anwendungen der von ihm so heftig bekämpften Quantenmechanik etwas ganz Wesentliches hinterlassen.

## Bekannte Gedankenexperimente

### Naturwissenschaften
- Braitenberg-Vehikel – von Valentino Braitenberg erdachte kybernetische Roboterfahrzeuge, die Verhaltensweisen von Lebewesen zu zeigen scheinen
- EPR-Paradoxon (Quantenmechanik) (inzwischen experimentell durchgeführt)
- Fahrstuhlexperiment (Allgemeine Relativitätstheorie, Äquivalenzprinzip) – in einem geschlossenen Fahrstuhl ist es nicht möglich zu entscheiden, ob die Beschleunigung einer Testmasse durch den Fahrstuhlmotor oder ein externes Gravitationsfeld hervorgerufen wird, also müssen träge und schwere Masse gleich sein. Im frei fallenden Fahrstuhl herrscht keine Schwere (praktisch durch Fallturmexperimente oder durch die Schwerelosigkeit in einem Flugzeug im Parabelflug gezeigt)
- Flatland – A Romance in many Dimensions. Edwin A. Abbott. Reise durch geometrische Grundformen 1884
- Freier Fall – Giovanni Battista Benedetti widerlegte 1554 in seinem Werk Demonstratio proportionum motuum localium contra Aristotilem et omnes philosophos, dass verschieden schwere Körper verschieden schnell fallen. Das Gedankenexperiment findet sich auch in den Discorsi von Galileo Galilei und wurde häufig diesem zugeschrieben.
- Laplacescher Dämon, der nach der klassischen Physik die Vergangenheit und Zukunft der Welt berechnen könnte
- Lichtuhr (Spezielle Relativitätstheorie) – eine bewegte Uhr (von außen beobachtet) läuft langsamer
- Maxwellscher Dämon – bringt den 2. Hauptsatz der Thermodynamik mit Information in Zusammenhang
- Photonenwaage – Albert Einstein versuchte Niels Bohr von der Unvollkommenheit der Quantentheorie zu überzeugen
- Planiversum – beschreibt das Leben in einer zweidimensionalen Welt
- Schrödingers Katze (Quantenmechanik) – verdeutlicht Unterschied zwischen „Zustand“ im klassischen Wortsinn und dessen quantenmechanischer Beschreibung
- Stevinsches Gedankenexperiment – Erklärung der Gleichgewichtsverhältnisse auf schiefen Ebenen von Simon Stevin im 16. Jahrhundert
- Zwillingsparadoxon (Spezielle Relativitätstheorie) – in einem schnellen Raumschiff läuft die Zeit von außen betrachtet langsamer ab, für die Insassen sind die Entfernungen verkürzt

### Philosophie
Gedankenexperimente spielen auch in der Philosophie seit der Antike eine wichtige Rolle als Argumentationsmuster, bei dem man sich eine bestimmte Situation vorstellt und in Gedanken untersucht, welche Konsequenzen daraus folgen. Sie lassen sich in der Regel nicht als deduktive Argumente darstellen, sondern erfüllen eher den Zweck, unsere Intuitionen zu wecken. Der amerikanische Philosoph Daniel Dennett nennt Gedankenexperimente deshalb „Intuitionenpumpen“ und sieht sie als das „ideale Werkzeug in der Ausrüstung der Philosophie“ an. Die meisten Gedankenexperimente haben eine ähnliche Struktur und setzen sich aus den folgenden Elementen zusammen:
1. Ein kontrafaktisches Szenario.
2. Eine Frage zu diesem Szenario.
3. Eine (intuitive) Antwort zu dieser Frage.
4. Eine allgemeine philosophische Position, These oder Theorie, die dadurch widerlegt werden soll.

1.     Das Kontrafaktische Szenario
Wie bei anderen Gedankenexperimenten auch, ist das kontrafaktische Szenario eine konstruierte und erdachte Situation, die so in der Wirklichkeit nicht vorkommt. Sie muss demnach auch nicht real sein, dafür aber prinzipiell möglich oder man könnte auch sagen, denkbar. Welche Art von Möglichkeit hier genau gemeint ist, ist umstritten, fest steht jedoch, dass die Situation logisch-mathematisch möglich sein muss. Man kann sich zum Beispiel keine eckigen Kreise ausdenken. Darüber hinaus darf ein einmal erdachtes Szenario nicht mehr verändert und ihm vor allem nichts Relevantes mehr hinzugefügt werden., weil sich sonst auch die relevanten Schlussfolgerungen ändern würden.
Ein Szenario kann aus verschiedenen Perspektiven formuliert werden, aus erstpersonaler (Ich-Form), zweitpersonaler (Du-Form) oder drittpersonaler (Er-/Sie-Form) Perspektive. Jede Formulierung hat seine Vor- und Nachteile, aber für den eigentlichen Kern eines Gedankenexperiments sollte das keinen großen Unterschied machen. Insbesondere bei der erst- und zweitpersonalen Perspektive besteht jedoch die Gefahr, dass die durchführende Person mit der Person im Szenario verwechselt wird, was ebenfalls Auswirkungen auf das Resultat des Gedankenexperiments hätte. Demgegenüber stehend hält Kirk Ludwig die erstpersonale Perspektive für die einzige, aus der heraus die Ziele einer philosophischen Untersuchung erreicht werden können.
2.     Frage zum kontrafaktischen Szenario
Da das zuvor beschriebene Szenario in einer bestimmten Hinsicht beurteilt werden soll, wird meist eine Frage zum Szenario gestellt. Diese Frage muss nicht immer explizit formuliert sein, sie kann sich auch implizit durch die Beschreibung des Szenarios ergeben. Dabei ist wichtig, wie die Frage formuliert ist. Teilweise ist sie nämlich nicht so formuliert, wie sie eigentlich lauten soll. Wenn es beispielsweise um moralphilosophische Fragestellungen geht, lautet die Frage häufig: „Wie würdest du in dieser Situation handeln?“ obwohl die eigentliche Frage lautet: „Wie sollte man in dieser Situation handeln?“ Deshalb ist es wichtig, sich genau zu überlegen, welche Frage bei einem Gedankenexperiment eigentlich im Mittelpunkt steht.
3.     Intuitive Antwort zur Frage
Anschließend soll intuitiv eine Antwort auf diese Frage gegeben werden, wobei ein Verständnis zugrunde liegt, demzufolge unsere Intuitionen besonders verlässlich und zutreffend sein sollen. Dieses Verständnis ist jedoch höchst zweifelhaft, da insbesondere unser schnelles Denken häufig fehleranfällig ist.
4.    Zuletzt gehört zu einem philosophischen Gedankenexperiment auch meist eine bestimmte philosophische These oder Theorie, die durch das Gedankenexperiment widerlegt werden soll. Da es sich bei einem Gedankenexperiment um einen Einzelfall handelt, können Theorien damit nicht bewiesen werden. Mit einem Einzelfall können Theorien nur widerlegt werden, insofern dieser Einzelfall ein eindeutiges Gegenbeispiel darstellt, das mit einer bestimmten Theorie unvereinbar ist. Außerdem handelt es sich bei dem Szenario um ein kontrafaktisches, weshalb man damit keine These über die Welt, wie sie tatsächlich ist, widerlegen kann, sondern nur solche, die notwendig, also in allen möglichen Welten gelten wie etwa philosophisch-begriffliche Thesen.
Zusammenfassend lässt sich ein philosophisches Gedankenexperiment folgendermaßen darstellen. Es gibt eine philosophische Position P. Nun wird ein kontrafaktisches Szenario erdacht, in dem angenommen wird, dass die Welt anders ist. Zu diesem Szenario wird eine Frage formuliert, auf die eine intuitive Antwort gegeben werden soll. Diese Antwort legt den Schluss nahe, dass nicht P, wodurch gezeigt werden soll, dass P falsch sei.
Da der Status von Intuitionen umstritten ist, ist auch der Status von philosophischen Gedankenexperimenten umstritten. Dennoch lässt sich ihre Nützlichkeit für das Anstoßen von Diskussionen und die Entwicklung neuer Thesen nicht bestreiten.

#### Beispiele
- Brett des Karneades – Karneades
- Chinesisches Zimmer – John Searle
- Gettier-Problem – Edmund Gettier
- Gehirn im Tank – Hilary Putnam
- Kind im Teich – Peter Singer
- Mary – Frank Cameron Jackson
- Mühlenbeispiel – Gottfried Wilhelm Leibniz
- Nützlichkeits-Monster – Robert Nozick
- Raumfahrer-Vervielfältigung – Mary Anne Warren
- Schiff des Theseus
- Schleier des Nichtwissens – John Rawls
- Sumpfmann – Donald Davidson
- Trolley-Problem – Philippa Foot
- Zwillingserde – Hilary Putnam

Von Gedankenexperimenten aus der Philosophie zu unterscheiden sind Gleichnisse, die einen abstrakten Sachverhalt mit einer anschaulichen Situation verdeutlichen sollen. Bei dem Höhlengleichnis geht es Platon um die anschauliche Darstellung seiner Erkenntnistheorie; allerdings enthält das Gleichnis insofern auch Elemente eines Gedankenexperiments, als Platon weiterhin ausführt, wie es einer Person ergehen würde, die dem in der Höhle Gefesselten von der Außenwelt berichtet.